# 過酸化亜硝酸塩

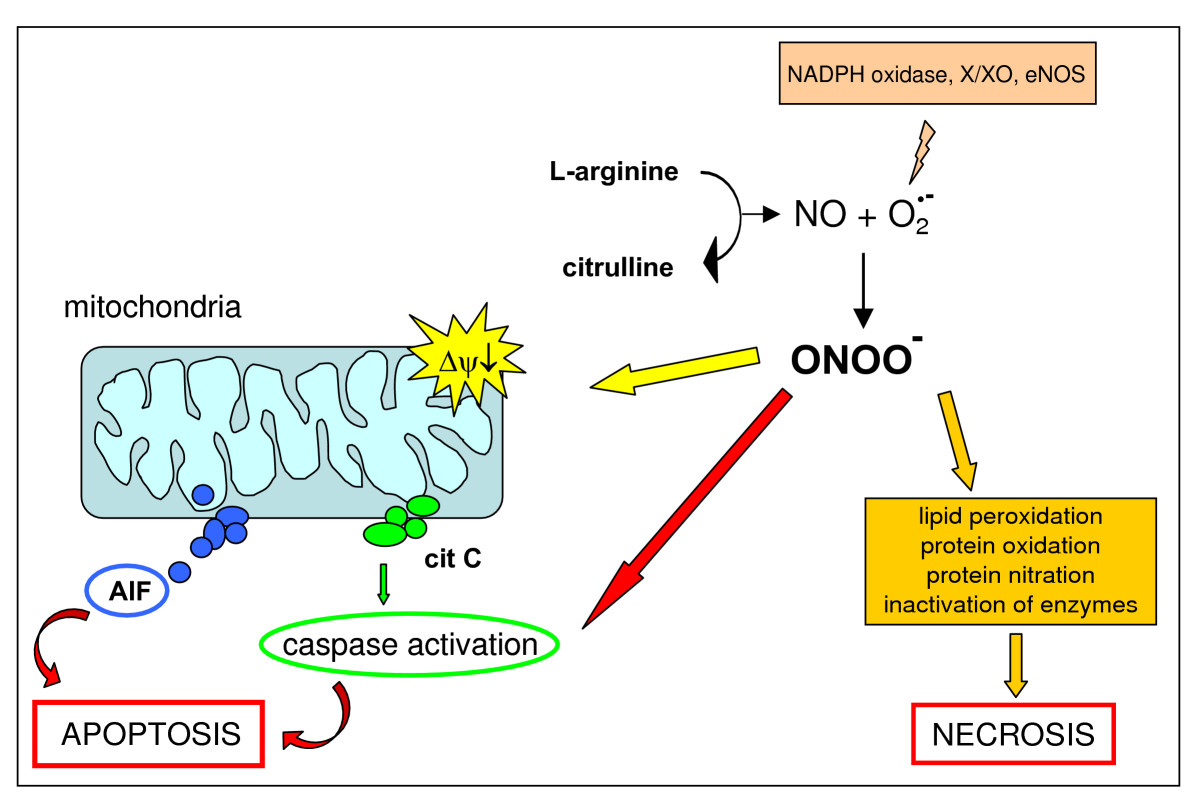
過酸化亜硝酸塩の反応は、アポトーシスまたはネクローシスの細胞死を誘導する。

過酸化亜硝酸塩(Peroxynitrite)は、ONOO-で表されるイオンを持つ塩である。硝酸塩NO−
3の構造異性体である。

## 合成
過酸化亜硝酸塩は、超酸化物と一酸化窒素の反応で合成される。
NO  +  O−
2   →   NO(O
2)−

また、過酸化水素と亜硝酸塩の反応でも合成される。
H2O2  +  NO−
2 →  ONOO−  +  H2O
その存在は、302 nmの吸光度(pH 12, ε302 = 1670 M−1 cm−1)によって示される。

## 反応
酸解離定数(pKa)~6.8の弱塩基である。
DNAとタンパク質に対して反応性を持つ。
ONOO-は、二酸化炭素に求核的に反応する。in vivoでは、二酸化炭素の濃度は約1 mMであり、ONOO-との反応は急速に生じる。そのため、生理的条件下では、ONOO-と二酸化炭素がニトロソペルオキソ一炭酸(ONOOCO2-)を形成する反応は、ONOO-にとって、支配的な経路である。ONOOCO2-は、炭酸ラジカルと二酸化窒素にホモリシス開裂する。このうち約66%では、かご効果によりこれら2つのラジカルが再結合して二酸化炭素と硝酸となり、残りの33%では、ラジカルが溶媒のかごから逃げ出しフリーラジカルとなる。過酸化亜硝酸塩に関連する細胞損傷は、これらのラジカルが原因だと信じられている。

## 過酸化亜硝酸
過酸化亜硝酸塩は塩基性溶媒中で安定であるが、共役酸の過酸化亜硝酸は非常に反応性が高い。